# Liste jüdischer Friedhöfe in Tschechien
Die Liste der jüdischen Friedhöfe in Tschechien gibt einen Überblick zu jüdischen Friedhöfen in Tschechien.

## Liste der Friedhöfe
Aufgeführt werden hier die jüdischen Friedhofe (Židovský hřbitov) in Tschechien, die einen Artikel in der deutschen Wikipedia haben (mit zwei Ausnahmen).
Zu den weiteren Friedhöfen siehe den entsprechenden Artikel in der tschechischsprachigen Wikipedia.
| Ort                              | Artikel                                           | Okres                     | Bemerkung    |
| -------------------------------- | ------------------------------------------------- | ------------------------- | ------------ |
| Babčice                          | Jüdischer Friedhof (Babčice)                      | Okres Tábor               | [ cs.WP 2 ]  |
| Batelov                          | Jüdischer Friedhof (Batelov)                      | Okres Jihlava             |              |
| Bechyně                          | Jüdischer Friedhof (Bechyně)                      | Okres Tábor               |              |
| Bečov nad Teplou                 | Jüdischer Friedhof (Bečov nad Teplou)             | Okres Karlovy Vary        |              |
| Benešov                          | Alter jüdischer Friedhof (Benešov)                | Okres Benešov             |              |
| Benešov                          | Neuer jüdischer Friedhof (Benešov)                | Okres Benešov             |              |
| Beroun                           | Jüdischer Friedhof (Beroun)                       | Okres Beroun              |              |
| Bezdružice                       | Jüdischer Friedhof (Bezdružice)                   | Okres Tachov              |              |
| Borotice                         | Jüdischer Friedhof (Čelina)                       | Okres Příbram             |              |
| Boskovice                        | Jüdischer Friedhof (Boskovice)                    | Okres Blansko             | [ cs.WP 3 ]  |
| Bosyně                           | Jüdischer Friedhof (Bosyně)                       | Okres Mělník              |              |
| Bruntál                          | Jüdischer Friedhof (Bruntál)                      | Okres Bruntál             |              |
| Bučovice                         | Jüdischer Friedhof (Bučovice)                     | Okres Vyškov              |              |
| Bílina                           | Jüdischer Friedhof (Bílina)                       | Okres Teplice             |              |
| Běleč u Mladé Vožice             | Jüdischer Friedhof (Běleč)                        | Okres Tábor               |              |
| Blevice                          | Jüdischer Friedhof (Blevice)                      | Okres Kladno              |              |
| Blovice                          | Jüdischer Friedhof (Blovice)                      | Okres Plzeň-jih           |              |
| Břeclav                          | Jüdischer Friedhof (Břeclav)                      | Okres Břeclav             |              |
| Březnice                         | Jüdischer Friedhof (Březnice)                     | Okres Příbram             |              |
| Brandýs nad Labem-Stará Boleslav | Jüdischer Friedhof (Brandýs nad Labem)            | Okres Praha-východ        |              |
| Brtnice                          | Jüdischer Friedhof (Brtnice)                      | Okres Jihlava             |              |
| Brno-Židenice                    | Jüdischer Friedhof (Brno-Židenice)                | Okres Brno-město          | [ cs.WP 4 ]  |
| Brumov-Bylnice                   | Jüdischer Friedhof (Brumov)                       | Okres Zlín                |              |
| Budyně nad Ohří                  | Jüdischer Friedhof (Budyně nad Ohří)              | Okres Litoměřice          |              |
| Byšice                           | Jüdischer Friedhof (Byšice)                       | Okres Mělník              |              |
| Bzenec                           | Jüdischer Friedhof (Bzenec)                       | Okres Hodonín             |              |
| Čelina                           | Jüdischer Friedhof (Čelina)                       | Okres Příbram             |              |
| Český Dub                        | Jüdischer Friedhof (Český Dub)                    | Okres Liberec             |              |
| Chlistov                         | Jüdischer Friedhof (Chlistov)                     | Okres Klatovy             |              |
| Chlumec nad Cidlinou             | Jüdischer Friedhof (Chlumec nad Cidlinou)         | Okres Hradec Králové      |              |
| Chodová Planá                    | Alter jüdischer Friedhof (Chodová Planá)          | Okres Tachov              |              |
| Chodová Planá                    | Neuer jüdischer Friedhof (Chodová Planá)          | Okres Tachov              |              |
| Chrudim                          | Jüdischer Friedhof (Chrudim)                      | Okres Chrudim             |              |
| Čichtice                         | Jüdischer Friedhof (Čichtice)                     | Okres Strakonice          |              |
| Dlouhá Ves u Sušice              | Jüdischer Friedhof (Dlouhá Ves u Sušice)          | Okres Klatovy             |              |
| Dlouhý Újezd                     | Jüdischer Friedhof (Dlouhý Újezd)                 | Okres Tachov              |              |
| Dobříš                           | Jüdischer Friedhof (Dobříš)                       | Okres Příbram             |              |
| Dobruška                         | Jüdischer Friedhof (Dobruška)                     | Okres Rychnov nad Kněžnou |              |
| Dolní Bolíkov                    | Jüdischer Friedhof (Dolní Bolíkov)                | Okres Jindřichův Hradec   |              |
| Dolní Cetno                      | Jüdischer Friedhof (Dolní Cetno)                  | Okres Mladá Boleslav      |              |
| Dolní Kounice                    | Jüdischer Friedhof (Dolní Kounice)                | Okres Brno-venkov         |              |
| Dolní Kralovice                  | Jüdischer Friedhof (Dolní Kralovice)              | Okres Benešov             |              |
| Domažlice                        | Jüdischer Friedhof (Domažlice)                    | Okres Domažlice           |              |
| Drahonice                        | Jüdischer Friedhof (Drahonice)                    | Okres Louny               |              |
| Drážkov                          | Jüdischer Friedhof (Drážkov)                      | Okres Příbram             |              |
| Dřevíkov                         | Jüdischer Friedhof (Dřevíkov)                     | Okres Chrudim             |              |
| Drmoul                           | Jüdischer Friedhof (Drmoul)                       | Okres Cheb                |              |
| Dub u Prachatic                  | Jüdischer Friedhof (Dub u Prachatic)              | Okres Prachatice          |              |
| Frýdek-Místek                    | Jüdischer Friedhof (Frýdek-Místek)                | Okres Frýdek-Místek       | [ cs.WP 5 ]  |
| Golčův Jeníkov                   | Jüdischer Friedhof (Golčův Jeníkov)               | Okres Havlíčkův Brod      |              |
| Habry                            | Jüdischer Friedhof (Habry)                        | Okres Havlíčkův Brod      |              |
| Hartmanice                       | Jüdischer Friedhof (Hartmanice)                   | Okres Klatovy             |              |
| Havlíčkův Brod                   | Jüdischer Friedhof (Havlíčkův Brod)               | Okres Havlíčkův Brod      |              |
| Havlíčkův Brod                   | Jüdischer Typhusfriedhof (Havlíčkův Brod)         | Okres Havlíčkův Brod      |              |
| Heřmanův Městec                  | Jüdischer Friedhof (Heřmanův Městec)              | Okres Chrudim             |              |
| Hluboká nad Vltavou              | Jüdischer Friedhof (Hluboká nad Vltavou)          | Okres České Budějovice    |              |
| Hlučín                           | Jüdischer Friedhof (Hlučín)                       | Okres Opava               |              |
| Hodonín                          | Alter jüdischer Friedhof (Hodonín)                | Okres Hodonín             |              |
| Hodonín                          | Neuer jüdischer Friedhof (Hodonín)                | Okres Hodonín             |              |
| Holešov                          | Jüdischer Friedhof (Holešov)                      | Okres Kroměříž            |              |
| Hostomice pod Brdy               | Jüdischer Friedhof (Hostomice pod Brdy)           | Okres Beroun              |              |
| Horažďovice                      | Jüdischer Friedhof (Horažďovice)                  | Okres Klatovy             |              |
| Hořepník                         | Jüdischer Friedhof (Hořepník)                     | Okres Pelhřimov           |              |
| Hořice v Podkrkonoší             | Jüdischer Friedhof (Hořice v Podkrkonoší)         | Okres Jičín               |              |
| Horní Cerekev                    | Jüdischer Friedhof (Horní Cerekev)                | Okres Pelhřimov           |              |
| Hoštice                          | Jüdischer Friedhof (Hoštice u Volyně)             | Okres Strakonice          |              |
| Hostouň                          | Alter jüdischer Friedhof (Hostouň)                | Okres Kladno              |              |
| Hostouň                          | Neuer jüdischer Friedhof (Hostouň)                | Okres Kladno              |              |
| Hradec Králové                   | Jüdischer Friedhof (Hradec Králové)               | Okres Hradec Králové      |              |
| Hranice na Moravě                | Jüdischer Friedhof (Hranice na Moravě)            | Okres Přerov              |              |
| Hroznětín                        | Jüdischer Friedhof (Hroznětín)                    | Okres Karlovy Vary        |              |
| Hřešihlavy                       | Jüdischer Friedhof (Hřešihlavy)                   | Okres Rokycany            |              |
| Hřivčice                         | Jüdischer Friedhof (Hřivčice)                     | Okres Louny               |              |
| Postřižín                        | Jüdischer Friedhof (Postřižín)                    | Okres Mělník              |              |
| Humpolec                         | Jüdischer Friedhof (Humpolec)                     | Okres Pelhřimov           |              |
| Hustopeče                        | Jüdischer Friedhof (Hustopeče)                    | Okres Břeclav             |              |
| Ivančice                         | Jüdischer Friedhof (Ivančice)                     | Okres Brno-venkov         |              |
| Ivanovice na Hané                | Jüdischer Friedhof (Ivanovice na Hané)            | Okres Vyškov              | [ cs.WP 6 ]  |
| Jablunkov                        | Jüdischer Friedhof (Jablunkov)                    | Okres Frýdek-Místek       |              |
| Janovice nad Úhlavou             | Jüdischer Friedhof (Janovice nad Úhlavou)         | Okres Klatovy             |              |
| Jemnice                          | Jüdischer Friedhof (Jemnice)                      | Okres Třebíč              |              |
| Jičín                            | Jüdischer Friedhof (Jičín)                        | Okres Jičín               |              |
| Jihlava                          | Jüdischer Friedhof (Jihlava)                      | Okres Jihlava             |              |
| Jindřichův Hradec                | Jüdischer Friedhof (Jindřichův Hradec)            | Okres Jindřichův Hradec   | [ cs.WP 7 ]  |
| Jiřice u Miroslavi               | Jüdischer Friedhof (Jiřice u Miroslavi)           | Okres Znojmo              |              |
| Jistebnice                       | Jüdischer Friedhof (Jistebnice)                   | Okres Tábor               |              |
| Kamenice nad Lipou               | Jüdischer Friedhof (Kamenice nad Lipou)           | Okres Pelhřimov           |              |
| Kamenná                          | Jüdischer Friedhof (Kamenná)                      | Okres Příbram             |              |
| Kardašova Řečice                 | Jüdischer Friedhof (Kardašova Řečice)             | Okres Jindřichův Hradec   |              |
| Kasejovice                       | Jüdischer Friedhof (Kasejovice)                   | Okres Plzeň-jih           |              |
| Karlovy Vary                     | Jüdischer Friedhof (Karlovy Vary)                 | Okres Karlovy Vary        |              |
| Kladno                           | Jüdischer Friedhof (Kladno)                       | Okres Kladno              |              |
| Klatovy                          | Jüdischer Friedhof (Klatovy)                      | Okres Klatovy             |              |
| Kojetín                          | Jüdischer Friedhof (Kojetín)                      | Okres Přerov              |              |
| Kolín                            | Alter Jüdischer Friedhof (Kolín)                  | Okres Kolín               |              |
| Kolín                            | Neuer Jüdischer Friedhof (Kolín)                  | Okres Kolín               |              |
| Kolinec                          | Jüdischer Friedhof (Kolinec)                      | Okres Klatovy             |              |
| Koloděje nad Lužnicí             | Jüdischer Friedhof (Koloděje nad Lužnicí)         | Okres České Budějovice    |              |
| Kořen                            | Jüdischer Friedhof (Kořen)                        | Okres Tachov              |              |
| Koryčany                         | Jüdischer Friedhof (Koryčany)                     | Okres Kroměříž            |              |
| Kosova Hora                      | Jüdischer Friedhof (Kosova Hora)                  | Okres Příbram             |              |
| Kostelec nad Labem               | Jüdischer Friedhof (Kostelec nad Labem)           | Okres Mělník              |              |
| Kostelec u Křížků                | Jüdischer Friedhof (Kostelec u Křížků)            | Okres Praha-východ        |              |
| Kouřim                           | Jüdischer Friedhof (Kouřim)                       | Okres Kolín               |              |
| Kovářov                          | Jüdischer Friedhof (Kovářov)                      | Okres Písek               |              |
| Krnov                            | Jüdischer Friedhof (Krnov)                        | Okres Bruntál             |              |
| Kroměříž                         | Jüdischer Friedhof (Kroměříž)                     | Okres Kroměříž            |              |
| Květuš                           | Jüdischer Friedhof (Květuš)                       | Okres Písek               |              |
| Lázně Kynžvart                   | Jüdischer Friedhof (Lázně Kynžvart)               | Okres Cheb                |              |
| Ledeč nad Sázavou                | Jüdischer Friedhof (Ledeč nad Sázavou)            | Okres Havlíčkův Brod      |              |
| Liberec                          | Jüdischer Friedhof (Liberec)                      | Okres Liberec             |              |
| Liběšice u Žatce                 | Alter Jüdischer Friedhof (Liběšice)               | Okres Louny               |              |
| Liběšice u Žatce                 | Neuer Jüdischer Friedhof (Liběšice)               | Okres Louny               |              |
| Libochovice                      | Jüdischer Friedhof (Libochovice)                  | Okres Litoměřice          |              |
| Lipník nad Bečvou                | Alter Jüdischer Friedhof (Lipník nad Bečvou)      | Okres Přerov              |              |
| Lipník nad Bečvou                | Neuer Jüdischer Friedhof (Lipník nad Bečvou)      | Okres Přerov              |              |
| Liteň                            | Jüdischer Friedhof (Liteň)                        | Okres Beroun              |              |
| Litoměřice                       | Jüdischer Friedhof (Litoměřice)                   | Okres Litoměřice          |              |
| Lomnice u Tišnova                | Jüdischer Friedhof (Lomnice u Tišnova)            | Okres Brno-venkov         |              |
| Lomnička                         | Jüdischer Friedhof (Lomnička (Plesná))            | Okres Cheb                |              |
| Loštice                          | Jüdischer Friedhof Loštice                        | Okres Šumperk             |              |
| Loučim                           | Jüdischer Friedhof (Loučim)                       | Okres Domažlice           |              |
| Louny                            | Jüdischer Friedhof (Louny)                        | Okres Louny               |              |
| Lovosice                         | Jüdischer Friedhof (Lovosice)                     | Okres Litoměřice          |              |
| Luka (Verušičky)                 | Jüdischer Friedhof (Luka)                         | Okres Karlovy Vary        |              |
| Luže                             | Jüdischer Friedhof (Luže)                         | Okres Chrudim             | czecot.com   |
| Malá Šitboř                      | Jüdischer Friedhof (Malá Šitboř)                  | Okres Cheb                |              |
| Mariánské Lázně                  | Jüdischer Friedhof (Mariánské Lázně)              | Okres Cheb                |              |
| Měchnov                          | Jüdischer Friedhof (Měchnov)                      | Okres Benešov             |              |
| Mělník                           | Jüdischer Friedhof (Mělník)                       | Okres Mělník              |              |
| Město Touškov                    | Jüdischer Friedhof (Město Touškov)                | Okres Plzeň-sever         |              |
| Mikulov                          | Jüdischer Friedhof (Mikulov)                      | Okres Břeclav             |              |
| Milevsko                         | Jüdischer Friedhof (Milevsko)                     | Okres Písek               |              |
| Miroslav                         | Jüdischer Friedhof (Miroslav)                     | Okres Znojmo              |              |
| Mirotice                         | Jüdischer Friedhof (Mirotice)                     | Okres Písek               |              |
| Mirovice                         | Jüdischer Friedhof (Mirovice)                     | Okres Písek               |              |
| Mladá Boleslav                   | Jüdischer Friedhof (Mladá Boleslav)               | Okres Mladá Boleslav      |              |
| Mohelnice                        | Jüdischer Friedhof (Mohelnice)                    | Okres Šumperk             |              |
| Moravské Budějovice              | Jüdischer Friedhof (Moravské Budějovice)          | Okres Třebíč              |              |
| Moravský Krumlov                 | Jüdischer Friedhof (Moravský Krumlov)             | Okres Znojmo              |              |
| Mořina                           | Jüdischer Friedhof (Mořina)                       | Okres Beroun              |              |
| Mutěnín                          | Jüdischer Friedhof (Mutěnín)                      | Okres Domažlice           |              |
| Myslkovice                       | Jüdischer Friedhof (Myslkovice)                   | Okres Tábor               |              |
| Načeradec                        | Jüdischer Friedhof (Načeradec)                    | Okres Benešov             |              |
| Neustupov                        | Jüdischer Friedhof (Neustupov)                    | Okres Benešov             |              |
| Neveklov                         | Jüdischer Friedhof (Neveklov)                     | Okres Benešov             |              |
| Neznašov                         | Jüdischer Friedhof (Neznašov)                     | Okres České Budějovice    |              |
| Nová Bystřice                    | Jüdischer Friedhof (Nová Bystřice)                | Okres Jindřichův Hradec   |              |
| Nová Cerekev                     | Jüdischer Friedhof (Nová Cerekev)                 | Okres Pelhřimov           |              |
| Nová Včelnice                    | Jüdischer Friedhof (Nová Včelnice)                | Okres Jindřichův Hradec   |              |
| Nové Sedliště                    | Jüdischer Friedhof (Nové Sedliště)                | Okres Tachov              |              |
| Nové Strašecí                    | Jüdischer Friedhof (Nové Strašecí)                | Okres Rakovník            | [ cs.WP 8 ]  |
| Nový Bydžov                      | Jüdischer Friedhof (Nový Bydžov)                  | Okres Hradec Králové      |              |
| Nýrsko                           | Jüdischer Friedhof (Nýrsko)                       | Okres Klatovy             |              |
| Odolena Voda                     | Jüdischer Friedhof (Odolena Voda)                 | Okres Praha-východ        |              |
| Opava                            | Neuer Jüdischer Friedhof (Opava)                  | Okres Opava               |              |
| Orlová                           | Jüdischer Friedhof (Orlová)                       | Okres Karviná             |              |
| Osek u Radomyšle                 | Jüdischer Friedhof (Osek u Radomyšle)             | Okres Strakonice          |              |
| Ošelín                           | Jüdischer Friedhof (Ošelín)                       | Okres Tachov              |              |
| Osoblaha                         | Jüdischer Friedhof (Osoblaha)                     | Okres Bruntál             |              |
| Pacov                            | Jüdischer Friedhof (Pacov)                        | Okres Pelhřimov           |              |
| Pavlov u Rynárce                 | Jüdischer Friedhof (Pavlov u Rynárce)             | Okres Pelhřimov           |              |
| Písek                            | Jüdischer Friedhof (Písek)                        | Okres Písek               |              |
| Pístina                          | Jüdischer Friedhof (Pístina)                      | Okres Jindřichův Hradec   |              |
| Poběžovice                       | Jüdischer Friedhof (Poběžovice)                   | Okres Domažlice           |              |
| Podbřezí                         | Jüdischer Friedhof (Podbřezí)                     | Okres Rychnov nad Kněžnou |              |
| Podivín                          | Jüdischer Friedhof (Podivín)                      | Okres Břeclav             |              |
| Podmokly u Sušice                | Jüdischer Friedhof (Podmokly u Sušice)            | Okres Klatovy             |              |
| Pohořelice                       | Jüdischer Friedhof (Pohořelice)                   | Okres Brno-venkov         |              |
| Police u Jemnice                 | Jüdischer Friedhof (Police u Jemnice)             | Okres Třebíč              |              |
| Polná                            | Jüdischer Friedhof (Polná)                        | Okres Jihlava             |              |
| Pořejov                          | Jüdischer Friedhof (Pořejov)                      | Okres Tachov              |              |
| Poutnov                          | Jüdischer Friedhof (Poutnov)                      | Okres Cheb                |              |
| Praha                            | siehe: Jüdische Friedhöfe in Prag                 | Praha                     |              |
| Pravonín                         | Jüdischer Friedhof (Pravonín)                     | Okres Benešov             |              |
| Prčice                           | Jüdischer Friedhof (Prčice)                       | Okres Příbram             |              |
| Přehořov                         | Jüdischer Friedhof (Přehořov)                     | Okres Tábor               |              |
| Přerov                           | Jüdischer Friedhof (Přerov)                       | Okres Přerov              |              |
| Přistoupim                       | Jüdischer Friedhof (Přistoupim)                   | Okres Kolín               |              |
| Protivín                         | Jüdischer Friedhof (Protivín)                     | Okres Písek               |              |
| Prostějov                        | Jüdischer Friedhof (Prostějov)                    | Okres Prostějov           |              |
| Prudice                          | Jüdischer Friedhof (Prudice)                      | Okres Tábor               |              |
| Puclice                          | Jüdischer Friedhof (Puclice)                      | Okres Domažlice           |              |
| Puklice                          | Jüdischer Friedhof (Puklice)                      | Okres Jihlava             |              |
| Příbram                          | Jüdischer Friedhof (Příbram)                      | Okres Příbram             |              |
| Rabí                             | Jüdischer Friedhof (Rabí)                         | Okres Klatovy             |              |
| Radenín                          | Jüdischer Friedhof (Radenín)                      | Okres Tábor               | [ cs.WP 9 ]  |
| Radnice                          | Jüdischer Friedhof (Radnice)                      | Okres Rokycany            |              |
| Radouň                           | Jüdischer Friedhof (Radouň (Štětí))               | Okres Litoměřice          |              |
| Rakovník                         | Jüdischer Friedhof (Rakovník)                     | Okres Rakovník            |              |
| Rokytnice v Orlických horách     | Jüdischer Friedhof (Rokytnice v Orlických horách) | Okres Rychnov nad Kněžnou |              |
| Roudnice nad Labem               | Alter Jüdischer Friedhof (Roudnice nad Labem)     | Okres Litoměřice          |              |
| Roudnice nad Labem               | Neuer Jüdischer Friedhof (Roudnice nad Labem)     | Okres Litoměřice          |              |
| Rousínov                         | Jüdischer Friedhof (Rousínov)                     | Okres Vyškov              |              |
| Rožmberk nad Vltavou             | Alter jüdischer Friedhof (Rožmberk nad Vltavou)   | Okres Český Krumlov       |              |
| Rožmberk nad Vltavou             | Neuer jüdischer Friedhof (Rožmberk nad Vltavou)   | Okres Český Krumlov       |              |
| Rychnov nad Kněžnou              | Jüdischer Friedhof (Rychnov nad Kněžnou)          | Okres Rychnov nad Kněžnou |              |
| Slaný                            | Jüdischer Friedhof (Slaný)                        | Okres Kladno              |              |
| Slatina u Horažďovic             | Jüdischer Friedhof (Slatina u Horažďovic)         | Okres Klatovy             |              |
| Slavkov u Brna                   | Jüdischer Friedhof (Slavkov u Brna)               | Okres Vyškov              |              |
| Sobědruhy                        | Jüdischer Friedhof (Sobědruhy)                    | Okres Teplice             |              |
| Souš u Mostu                     | Jüdischer Friedhof (Souš u Mostu)                 | Okres Most                | [ cs.WP 10 ] |
| Spálené Poříčí                   | Jüdischer Friedhof (Spálené Poříčí)               | Okres Plzeň-jih           |              |
| Spomyšl                          | Jüdischer Friedhof (Spomyšl)                      | Okres Mělník              |              |
| Stádlec                          | Jüdischer Friedhof (Stádlec)                      | Okres Tábor               |              |
| Staré Město pod Landštejnem      | Jüdischer Friedhof (Staré Město pod Landštejnem)  | Okres Jindřichův Hradec   |              |
| Strakonice                       | Jüdischer Friedhof (Strakonice)                   | Okres Strakonice          | [ cs.WP 11 ] |
| Stráž nad Nežárkou               | Jüdischer Friedhof (Stráž nad Nežárkou)           | Okres Jindřichův Hradec   |              |
| Stráž u Tachova                  | Jüdischer Friedhof (Stráž u Tachova)              | Okres Tachov              |              |
| Strážnice                        | Jüdischer Friedhof (Strážnice)                    | Okres Hodonín             |              |
| Strážov                          | Jüdischer Friedhof (Strážov)                      | Okres Klatovy             |              |
| Stříbro                          | Jüdischer Friedhof (Stříbro)                      | Okres Tachov              |              |
| Střítež u Jihlavy                | Jüdischer Friedhof (Střítež u Jihlavy)            | Okres Jihlava             |              |
| Sušice                           | Alter jüdischer Friedhof (Sušice)                 | Okres Klatovy             |              |
| Sušice                           | Neuer jüdischer Friedhof (Sušice)                 | Okres Klatovy             |              |
| Tábor                            | Alter jüdischer Friedhof (Tábor)                  | Okres Tábor               |              |
| Tábor                            | Neuer jüdischer Friedhof (Tábor)                  | Okres Tábor               |              |
| Tachov                           | Alter jüdischer Friedhof (Tachov)                 | Okres Tachov              |              |
| Tachov                           | Neuer jüdischer Friedhof (Tachov)                 | Okres Tachov              |              |
| Telč                             | Jüdischer Friedhof (Telč)                         | Okres Jihlava             |              |
| Telice                           | Jüdischer Friedhof (Telice)                       | Okres Tachov              |              |
| Terezín                          | Jüdischer Friedhof (Terezín)                      | Okres Litoměřice          |              |
| Tovačov                          | Jüdischer Friedhof (Tovačov)                      | Okres Přerov              |              |
| Třebíč                           | Jüdischer Friedhof (Třebíč)                       | Okres Třebíč              | [ cs.WP 12 ] |
| Třeboň                           | Jüdischer Friedhof (Třeboň)                       | Okres Jindřichův Hradec   |              |
| Třebívlice                       | Jüdischer Friedhof (Třebívlice)                   | Okres Litoměřice          |              |
| Třešť                            | Jüdischer Friedhof (Třešť)                        | Okres Jihlava             |              |
| Trhový Štěpánov                  | Jüdischer Friedhof (Trhový Štěpánov)              | Okres Benešov             |              |
| Tučapy u Soběslavi               | Jüdischer Friedhof (Tučapy u Soběslavi)           | Okres Tábor               |              |
| Turnov                           | Jüdischer Friedhof (Turnov)                       | Okres Semily              |              |
| Úbočí                            | Jüdischer Friedhof (Úbočí)                        | Okres Cheb                |              |
| Úsov                             | Jüdischer Friedhof (Úsov)                         | Okres Šumperk             |              |
| Úštěk                            | Jüdischer Friedhof (Úštěk)                        | Okres Litoměřice          |              |
| Ústí nad Labem                   | Alter jüdischer Friedhof (Aussig)                 | Okres Ústí nad Labem      |              |
| Ústí nad Labem                   | Neuer jüdischer Friedhof (Aussig)                 | Okres Ústí nad Labem      |              |
| Vamberk                          | Jüdischer Friedhof (Vamberk)                      | Okres Rychnov nad Kněžnou |              |
| Velhartice                       | Jüdischer Friedhof (Velhartice)                   | Okres Klatovy             |              |
| Velká Bukovina                   | Jüdischer Friedhof (Velká Bukovina)               | Okres Náchod              |              |
| Velká nad Veličkou               | Jüdischer Friedhof (Velká nad Veličkou)           | Okres Hodonín             |              |
| Veselí nad Moravou               | Jüdischer Friedhof (Veselí nad Moravou)           | Okres Hodonín             |              |
| Veselice                         | Jüdischer Friedhof (Veselice)                     | Okres Mladá Boleslav      |              |
| Vlachovo Březí                   | Jüdischer Friedhof (Vlachovo Březí)               | Okres Prachatice          |              |
| Vlašim                           | Jüdischer Friedhof (Vlašim)                       | Okres Benešov             |              |
| Vodňany                          | Jüdischer Friedhof (Vodňany)                      | Okres Strakonice          |              |
| Volary                           | Jüdischer Friedhof (Volary)                       | Okres Prachatice          |              |
| Volyně                           | Jüdischer Friedhof (Volyně)                       | Okres Strakonice          |              |
| Votice                           | Jüdischer Friedhof (Votice)                       | Okres Benešov             |              |
| Vyškov                           | Jüdischer Friedhof (Vyškov)                       | Okres Vyškov              | [ cs.WP 13 ] |
| Větrný Jeníkov                   | Jüdischer Friedhof (Větrný Jeníkov)               | Okres Jihlava             |              |
| Zalužany                         | Jüdischer Friedhof (Zalužany)                     | Okres Příbram             |              |
| Znojmo                           | Jüdischer Friedhof (Znojmo)                       | Okres Znojmo              |              |
| Černovice u Tábora               | Jüdischer Friedhof (Černovice u Tábora)           | Okres Pelhřimov           |              |
| Česká Lípa                       | Alter Jüdischer Friedhof (Česká Lípa)             | Okres Česká Lípa          |              |
| Česká Lípa                       | Neuer Jüdischer Friedhof (Česká Lípa)             | Okres Česká Lípa          |              |
| České Budějovice                 | Jüdischer Friedhof (Budweis)                      | Okres České Budějovice    | [ cs.WP 14 ] |
| Český Krumlov                    | Jüdischer Friedhof (Český Krumlov)                | Okres Český Krumlov       |              |
| Český Těšín                      | Jüdischer Friedhof (Český Těšín)                  | Okres Karviná             |              |
| Čížkovice                        | Jüdischer Friedhof (Čížkovice)                    | Okres Litoměřice          |              |
| Čkyně                            | Jüdischer Friedhof (Čkyně)                        | Okres Prachatice          | [ cs.WP 15 ] |
| Šafov                            | Jüdischer Friedhof (Šafov)                        | Okres Znojmo              |              |
| Štěnovice                        | Jüdischer Friedhof (Štěnovice)                    | Okres Plzeň-jih           |              |
| Šumperk                          | Jüdischer Friedhof (Šumperk)                      | Okres Šumperk             |              |
| Švihov u Klatov                  | Alter jüdischer Friedhof (Švihov u Klatov)        | Okres Klatovy             |              |
| Švihov u Klatov                  | Neuer jüdischer Friedhof (Švihov u Klatov)        | Okres Klatovy             |              |
| Žamberk                          | Jüdischer Friedhof (Žamberk)                      | Okres Ústí nad Orlicí     | [ cs.WP 16 ] |
| Zámostí                          | Jüdischer Friedhof (Zámostí)                      | Okres Mladá Boleslav      |              |
| Zběšičky                         | Jüdischer Friedhof (Zběšičky)                     | Okres Písek               |              |
| Zderaz                           | Jüdischer Friedhof (Zderaz)                       | Okres Rakovník            |              |
| Zlonice                          | Jüdischer Friedhof (Zlonice)                      | Okres Kladno              |              |

## Fertige Artikel in der tschechischsprachigen Wikipedia
1. ↑  Seznam židovských hřbitovů v Česku
2. ↑  Židovský hřbitov v Babčicích
3. ↑  Židovský hřbitov v Boskovicích
4. ↑  Židovský hřbitov v Brně
5. ↑  Židovský hřbitov ve Frýdku
6. ↑  Židovský hřbitov v Ivanovicích na Hané
7. ↑  Židovský hřbitov v Jindřichově Hradci
8. ↑  Židovský hřbitov v Novém Strašecí
9. ↑  Židovský hřbitov v Radeníně
10. ↑  Židovský hřbitov v Souši
11. ↑  Židovský hřbitov ve Strakonicích
12. ↑  Židovský hřbitov v Třebíči
13. ↑  Židovský hřbitov ve Vyškově
14. ↑  Židovský hřbitov v Českých Budějovicích
15. ↑  Židovský hřbitov ve Čkyni
16. ↑  Židovský hřbitov v Žamberku